# Dramilo
Dramilo je pesem Valentina Vodnika, sprva objavljena leta 1795 v Veliki pratiki.
DRAMILO (Valentin Vodnik)
Slovenc, tvoja zemlja je zdrava
in pridnim nje lega najprava.
Polje, vinograd,
gora, morje,
ruda, kupčija
tebe rede.
Za uk si prebrisane glave
pa čedne in trdne postave.
Išče te sreča,
um ti je dan,
našel jo boš,
ak nisi zaspan.
Lej, stvarnica vse ti ponudi,
le jemat od nje ne zamudi!
Lenega čaka
strgan rokav,
palca beraška,
prazen bokal.

## Pobude
Pesem je prvič izšla brez naslova v Veliki pratiki za leto 1795, prvotna verzija pa je nastala že do srede junija 1794, saj je baron Žiga Zois 25. junija 1794 Vodniku, ki je kot duhovnik služboval na Koprivniku v Bohinju, poslal svojo in Linhartovo kritiko teksta, v kateri je zaporedoma citiral vse verze, jih slogovno in tudi vsebinsko ocenil ter predlagal nekatere spremembe, npr.: 

Kranjc tvoja dužela je zdrava

Odločen nagovor in verz.

Nje lega teb´ k`pridu ta prava 

Trdo po zlogih, besedah in razumljivosti.

Lega je trupla tvojiga rast

Ima nekaj spotakljivega v besedi truplo, ki je tukaj ne morete rabiti – misel je dobra in resnična. Gorenjci so resnično ponosni na svojo rast in zlasti na to, da pri njih ni golšavosti in dr.

K `vsakimu delu s`trden ku hrast.

Ta primera pove manj kot prejšnja pohvala. S tem sicer tako dober verz razpade – še bolj pa njegova vsebina – ker lepa ravno ne ustreza besedam terden ku hrast.

Na štilu je glava vsajena 

Lastnost mu ne manca nebena.

Oba sta preveč nedoločna, preveč nejasna – kdo naj bi takoj uganil – in vendar je treba le uganiti! Z Linhartom mogoče niti ne razumeva pomena!

Pojle, kujča, goizdi, gore

Nogradi, rude tebe rede.

Nadvse posrečena, resnice polna verza! Svetovala bi le, da bi prestavili goizdi dol, rude pa gor. 

Vse tebi natura ponudi

Odlično!

Od nje se prejemat ne mudi.

Misel »ne zamudi, izrabljaj dobrotljivo ponudbo narave,« je povedana čustveno in po resnici. »Ne mudi se prejemat itn.« za Gorenjsko manj drži in je manj patetično. Ker je pri roki znan izraz »ne zamudi«, se da ta verz zlahka izboljšati.

Lenega čaka stergan rokav,

Palca beraška, prazen bokav

Sklep, ki je po učinku vreden več kot sto pridig – po resničnem ljudskem tonu in ljudskem okusu pa več kot sto tisoč Carmina – takšni verzi ostanejo večno!

Ker pravzaprav manjka samo pet verzov, da bi bila pesem popolna, in je torej več kot polovica že zelo dobra – tako dobra, da takšne še nikoli nismo mogli pokazati v našem ljudskem jeziku – zatrdno upava, da se boste potrudili in jih zamenjali z drugimi – in potem, če boste dali v vse druge pesmi o mesecih toliko izvirnosti, dobre volje, resnice, verzifikacije – in potrpljenja s kritiko, potem boste prvi kranjski pesnik – ali bolje rečeno – ste to že!« 

Vodnik je večino kritičnih opomb upošteval, spremenil posamezne verze, jih zamenjal ali drugače prerazporedil. Pesmo na moje rojake je popravil tudi za objavo v prvi pesniški zbirki, jo kasneje še predeloval in ji med drugim dal tudi naslov Dramilo ter Dramilo mojim rojakom. 

## Interpretacija
Po vsebini gre za poučno opisno pesem, t. i. budnico, saj prebuja slovensko socialno in prvič tudi narodno zavest (v kasnejših popravkih je izraz Krajnc nadomestil s Slovencem), kar je skladno s temeljno idejo razsvetljenskega racionalizma 18. stoletja. Pesnik v obliki nagovora poziva rojake k delovnemu, poštenemu in pametnemu življenju, ki prinaša razvoj, blaginjo, zadovoljstvo ter srečo. Po njegovem mnenju imajo možnost za uspeh vsi ljudje, ne glede na družbeni položaj (razsvetljenci so zagovarjali enakost med ljudmi). Tudi Slovenci imamo vse predpogoje – naravno danost, fizično in umsko sposobnost za delo, vendar se moramo za uspeh potruditi sami. Največja nesreča, ki nam lahko prepreči napredek, je lenoba, zato se jo moramo izogibati. V zadnji kitici je svarilo za lenobe: lenega čaka strgan rokav, palca beraška, prazen bokal. V življenju ni hujših težav, razpoloženje je prežeto z dobrodušnostjo, preprostostjo in optimizmom. 

Z vsebino je skladana tudi forma, ki se zrcali v živahnem ritmu alpske poskočnice. To je oblika kitice, ki izvira iz ljudskih petih pesmi, verz se giblje v plesnem ritmu s tričetrtinskim taktom, stopica je običajno amfibrah ali daktil. (Alpske poskočnice se je leta 1780 v svojem operetu Belin poslužil že Dev, kasneje najbrž tudi Linhart z verznimi vložki za igro Veseli dan ali Matiček se ženi. Prav tako je bila priljubljena oblika »čbeličarjem«, njene vzore najdemo celo pri Levstiku, Jenku in Gregorčiču.) Metrična shema Pesme na moje rojake je:

```
 U – UU – UU – U 
 U – UU – UU – U 
      –  UU – U 
        – UU – 
       –  UU – U 
         –  UU –
```

## Slog
Jezik pesmi je preprost, stvaren, poln ljudske modrosti. Pojavljajo se tudi številna pesniška sredstva oz. različne retorične figure: apostrofa ali nagovor (Slovenc/Kranjc, tvoja zemlja je zdrava), okrasni pridevki (prebrisane glave pa čedne in trdne postave, strgan rokav, palca beraška, prazen bokal), personifikacija ali poosebitev (išče te sreča, stvarnica vse ti ponudi) in frazemi (biti prebrisane glave → biti iznajdljiv, ak nisi zaspan → če nisi len, iz rok ji prejemat ne mudi → ne obiraj se).